# جون لاجوي
جوناثان لاجوي ( ولد 21 أغسطس 1980) هو الكندي الكوميدي والممثل ومغني الراب، والمغني والموسيقي، و مشاهير الإنترنت من مونتريال ، كيبيك . اكتسب شهرة في الغالب من قناته التي تحمل اسمًا على يوتيوب ، حيث قام بنشر الأغاني الكوميدية الأصلية (غالبًا كشخصيات مغني الراب ، مثل "Everyday Normal Guy") والمقاطع الكوميدية.

## فيلموغرافيا

### فيلم
| عام  | عنوان                      | دور          | ملحوظات   |
| ---- | -------------------------- | ------------ | --------- |
| 2012 | رجال الشرطة الخطأ: الفصل 1 | MC المهبل    | فيلم قصير |
| 2013 | رجال شرطة خاطئون           | الضابط ريجان |           |
| 2014 | لنكن رجال شرطة             | تود كونورز   |           |
| 2016 | لحظات من الوضوح            | كارتر        |           |
| 2020 | أتمنى على يونيكورن         | لويس ديندال  |           |

### التلفاز
| عام       | عنوان                   | دور           | ملحوظات                           |
| --------- | ----------------------- | ------------- | --------------------------------- |
| 2003-2019 | L'Auberge du chien noir | توماس أديسون  |                                   |
| 2009-2015 | الدوري                  | تاكو ماك آرثر | 84 حلقة                           |
| 2013      | NTSF: SD: SUV ::        | كاليب 95      | الحلقة: "A Hard Drive to Swallow" |
| 2014      | عرض كرول                | جون لاجوي     | الحلقة: "بانف يحترق"              |

## روابط خارجية
- اغنية every day normal guy على يوتيوب
- الموقع الرسمي
- قناة جوناثان لاجوي
- جون لاجوي في قاعدة بيانات الأفلام على الإنترنت